# Bad Elster

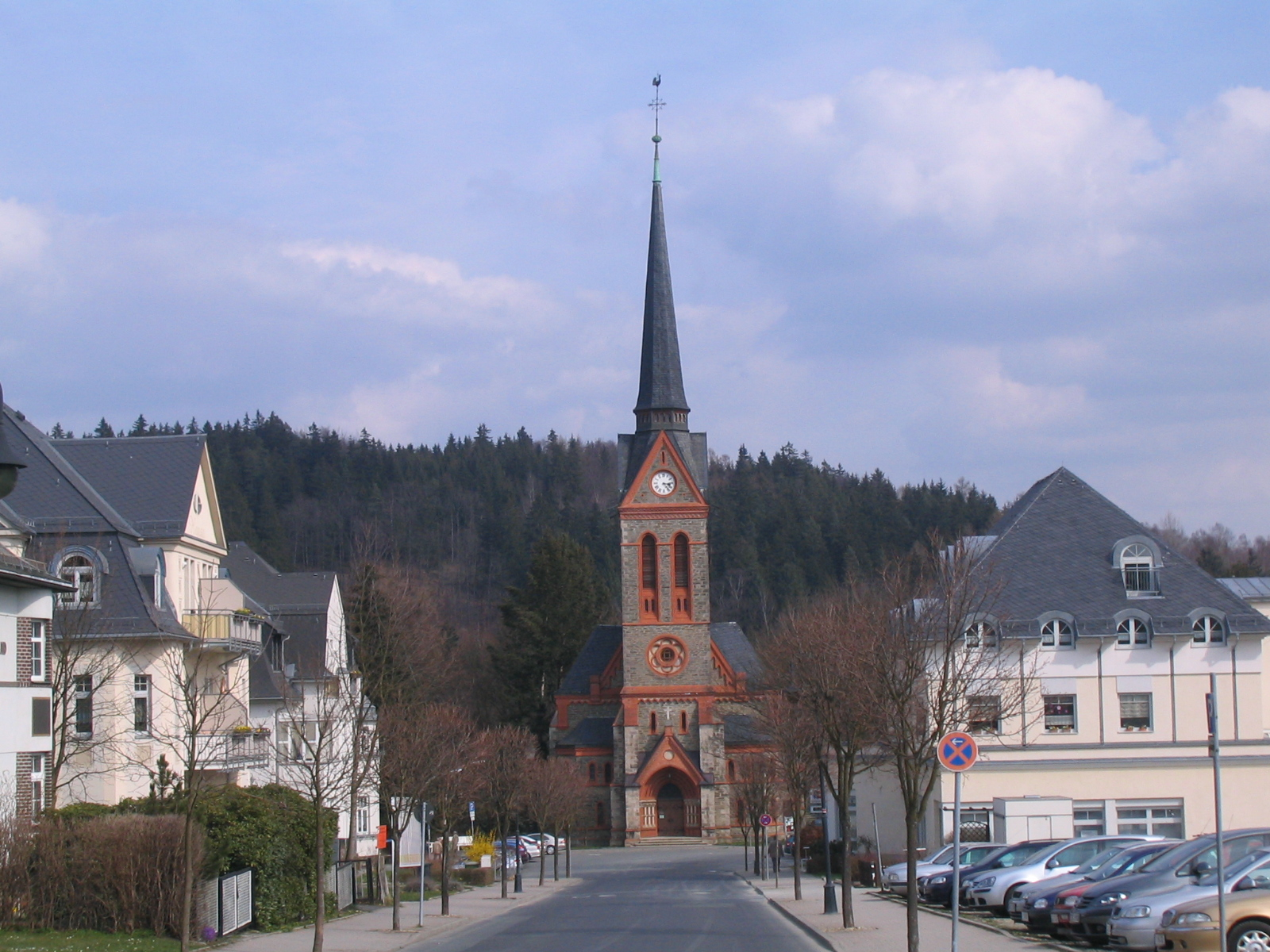
Bad Elster

Bad Elster este un oraș din landul Saxonia, Germania.